# Majszkiji járás

A Majszkiji járás a Kabard- és Balkárföldön

A Majszkiji járás (oroszul Майский район, kabard nyelven Майскэ къедзыгъуэ, balkár nyelven Май район) Oroszország egyik járása a Kabard- és Balkárföldön. Székhelye Majszkij.

## Népesség
- 1989-ben 35 990 lakosa volt.
- 2002-ben 40 051 lakosa volt, melyből 31 338 orosz (78,2%), 2 450 török (6,1%), 1 272 kabard, 1 051 koreai, 794 ukrán, 447 balkár, 323 német, 307 oszét, 9 zsidó.
- 2010-ben 38 625 lakosa volt, melyből 28 342 orosz (73,4%), 3 502 török (9,1%), 2 012 kabard (5,2%), 1 216 cigány, 921 koreai, 535 balkár, 478 ukrán.